# Giuseppe Carlo Del Bue
Giuseppe Carlo Del Bue (Luzzara, 1797 – Parma, 1868) è stato un chimico e farmacista italiano.
Fu tra i cinque ricercatori europei che analizzarono il cervello dell'uomo e degli animali nella prima metà dell'Ottocento, tracciandone una prima e sommaria descrizione, come fece ad esempio nel trattato medico Analisi della massa cerebrale di un maniaco furioso.
A Parma svolse attività di farmacista presso la farmacia San Filippo Neri, situata all'epoca al n.13 della Strada XXII Luglio.
Nel 1843 la duchessa Maria Luigia d'Austria gli affidò con decreto reale il compito di analizzare, coadiuvato dai due farmacisti di corte Giacomo Lange e Andrea Piroli, l'acqua solforosa di Tabiano Terme; i risultati della ricerca vennero pubblicati nell'opera Analisi dell'aqua solforosa di Tabiano.
S’inquadrano nella cultura scientifica del suo tempo i suoi studi relativi alla presenza ed alla funzione dell'etere come mediatore delle emissioni e partecipante alla propagazione delle radiazioni.